# Fredriksberg (plaats)
Fredriksberg is een plaats in de gemeente Ludvika in het landschap Dalarna en de provincie Dalarnas län in Zweden. De plaats heeft 717 inwoners (2005) en een oppervlakte van 177 hectare. De plaats ligt 60 kilometer ten westen van de stad Ludvika.

## Verkeer en vervoer
Bij de plaats loopt de Länsväg 245.